# Ledenice (Kotor, Crna Gora)
Ledenice je ime naselja i područja u Boki kotorskoj, u općini Kotor

## Zemljopisni položaj
Selo Ledenice, nalazi se u bokokotorskom zaleđu, u mikroregiji Krivošije. Mještani Ledenica, kad govore o svom naselju obično podrazumijevaju dvije veće cjeline (Donje i Gornje Ledenice), koje opet obuhvaćaju niz zaselaka raštrkanih na visoravni stiješnjenoj između hercegovačkih i crnogorskih planinskih lanaca.

## Stanovništvo

### Nacionalni sastav po popisu 2003.
- Srbi -  15
- Crnogorci - 14
- Ostali - 3

## Uprava
Ledenice administracijski pripadaju mjesnoj zajednici Gornje Krivošije.

## Znameniti
- Nikola J. Samardžić, kapetan duge plovidbe, bivši ministar vanjskih poslova Crne Gore i dugogodišnji direktor Jugooceanije

## Crkve u Ledenicama
- Pravoslavna crkva Svetog Nikole u Donjim Ledenicama.[1]
- Pravoslavna crkva Svete Petke

## Vanjske poveznice
- O crkvama u Ledenicama  Arhivirana inačica izvorne stranice od 25. svibnja 2008. (Wayback Machine)